# هنري براونر
هنري براونر هو لاعب كرة قدم فلبيني في مركز الوسط، ولد في 10 مايو 1984 في مدينة كيزون في الفلبين. شارك مع منتخب الفلبين تحت 23 سنة لكرة القدم ومنتخب الفلبين لكرة القدم. أما مع النوادي، فقد لعب مع Arizona Wildcats men's soccer ‏.

## وصلات خارجية
- هنري براونر على موقع قاعدة بيانات كرة القدم.إي يو (الإنجليزية)
- هنري براونر على موقع ناشيونال فوتبول تيمز (الإنجليزية)
- هنري براونر على موقع عالم كرة القدم.نت (الإنجليزية)